# Felix Weyreuther

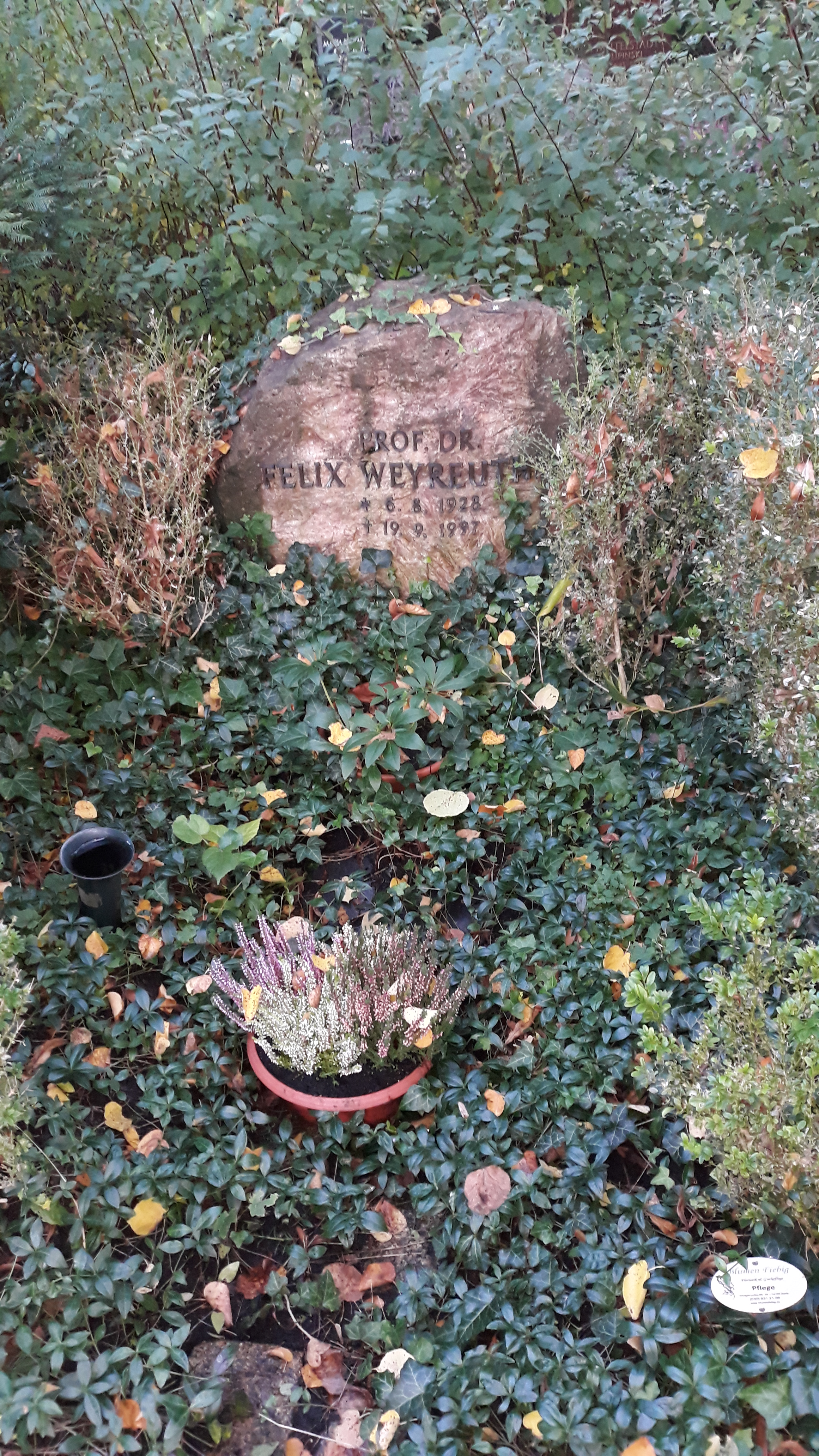
Das Grab von Felix Weyreuther auf dem Friedhof Dahlem in Berlin.

Felix Weyreuther (* 6. August 1928 in Hamburg; † 19. September 1997) war Richter am Bundesverwaltungsgericht.

## Leben
In Hamburg geboren und aufgewachsen, studierte Weyreuther dort Rechtswissenschaften. 1956 legte er die erste juristische Staatsprüfung ab. Er begann seine juristische Karriere als Landgerichtsrat, wechselte aber schon bald (1961) von der ordentlichen in die Verwaltungsgerichtsbarkeit. Mit nicht ganz 33 Jahren wurde er Richter am Oberverwaltungsgericht Lüneburg. Und schon kurz darauf, noch nicht mal 38 Jahre alt, wurde er 1966 Richter am Bundesverwaltungsgericht. Bereits am OVG Lüneburg galt sein besonderes Interesse dem Baurecht. Am Bundesverwaltungsgericht nahm er dann die durch die Berufung von Werner Böhmer zum Bundesverfassungsgericht freigewordene Stelle im 4. Senat ein, der insbesondere für Baurecht zuständig war. Dort nahm er maßgeblichen Einfluss auf die Entwicklung des öffentlichen Baurechts. Mit einem Urteil vom 12. Dezember 1969 (BVerwGE 34, 301) stellte er die Weichen für die Struktur des  Abwägungsgebots für die Bauleitplanung. Auch prägte er den heute allerdings umstrittenen Begriff der modifizierenden Auflage hinsichtlich der Nebenbestimmungen einer Baugenehmigung.
Dem 4. Senat gehörte er bis zu seiner Ernennung zum Vorsitzenden Richter 1980 an. Danach leitete er den vor allem für das Abgaben- und Wohnungsrecht zuständigen 8. Senat. Schon seit 1968 war er Lehrbeauftragter und ab 1971 Honorarprofessor an der TU Berlin.
Weyreuther wurde auf dem Friedhof Dahlem beigesetzt (Feld 007-151).

## Werke (Auszug)
- Über „Baubedingungen“ DVBl. 1969, 232–237.
- Bauen im Außenbereich, Köln u. a. 1979, ISBN 3-452-18582-6
- Die Situationsgebundenheit des Grundeigentums, Köln, u. a. 1983, ISBN 3-452-19575-9